# Bob Kahn
Robert Elliot (Bob) Kahn (Brooklyn (New York), 23 december 1938) is een Amerikaanse ingenieur, die samen met Vint Cerf het Transmission Control Protocol (TCP) en het Internet Protocol (IP) heeft uitgevonden, twee fundamentele protocollen voor het internet.

## Biografie
Kahn behaalde in 1961 een B.E.E. in elektrotechniek aan het City College of New York, in 1962 een M.A. en in 1964 een Ph.D. aan Princeton University. Na zijn studies startte hij zijn carrière aan Bell Labs, om vervolgens docent te worden aan het Massachusetts Institute of Technology (MIT). Nadien volgde onderzoek aan Bolt, Beranek and Newman waar hij betrokken was bij de Interface Message Processor (IMP), gebruikt in ARPANET.
Zijn volgende stap was de Information Processing Techniques Office (IPTO) van het Advanced Research Projects Agency (ARPA) waarvoor hij in 1972 20 verschillende computers liet communiceren tijdens een demo op de International Computer Communication Conference. De ontwikkeling van TCP/IP was de hieruit volgende stap. Kahn werd directeur van het IPTO, en kreeg in 1983 de leiding over het grote Strategic Computing Initiative onderzoeksproject met een budget van 1 miljard dollar.
In 1993 kreeg hij de SIGCOMM Award, in 1997 was hij de laureaat van de National Medal of Technology and Innovation,in 2001 samen met Cerf, Kleinrock en Roberts de Charles Stark Draper Prize, in 2002 de Prins van Asturiëprijs, in 2004 volgde samen met Vint Cerf de Turing Award, in 2005 de Presidential Medal of Freedom en in 2008 de Japanprijs. Andere erkenningen waren de AFIPS Harry Goode Memorial Award, de Marconi Award, de ACM SIGCOMM Award, de President's Award from ACM, de IEEE Koji Kobayashi Computer and Communications Award, de IEEE Alexander Graham Bell Medal, de IEEE Third Millennium Medal, de ACM Software Systems Award, de Computerworld/Smithsonian Award, de ASIS Special Award en de Public Service Award van de Computing Research Board.
In 2012 was hij bij de initiële lijst van pioniers die deel uitmaakten van de Internet Hall of Fame van de Internet Society. In 2013 volgde de prestigieuze Britse Queen Elizabeth Prize for Engineering voor hem en vier andere internetpioniers. In 2024 werd hij onderscheiden met de IEEE Medal of Honor.
Daarnaast is Kahn Doctor honoris causa van een hele reeks universiteiten.
1966: Alan J. Perlis ·
1967: Maurice V. Wilkes ·
1968: Richard Hamming ·
1969: Marvin Minsky ·
1970: J.H. Wilkinson ·
1971: John McCarthy ·
1972: Edsger Dijkstra ·
1973: Charles W. Bachman ·
1974: Donald E. Knuth ·
1975: Allen Newell, Herbert Simon ·
1976: Michael Rabin, Dana S. Scott ·
1977: John Backus ·
1978: Robert W. Floyd ·
1979: Kenneth E. Iverson ·
1980: Tony Hoare ·
1981: Edgar F. (Ted) Codd ·
1982: Stephen A. Cook ·
1983: Ken Thompson, Dennis M. Ritchie ·
1984: Niklaus Wirth ·
1985: Richard M. Karp ·
1986: John Hopcroft, Robert Tarjan ·
1987: John Cocke ·
1988: Ivan Sutherland ·
1989: William Kahan ·
1990: Fernando J. Corbató ·
1991: Robin Milner ·
1992: Butler Lampson ·
1993: Juris Hartmanis, Richard E. Stearns ·
1994: Edward Feigenbaum, Raj Reddy ·
1995: Manuel Blum ·
1996: Amir Pnueli ·
1997: Douglas Engelbart ·
1998: Jim Gray ·
1999: Frederick P. Brooks, Jr. ·
2000: Andrew Chi-Chih Yao ·
2001: Ole-Johan Dahl, Kristen Nygaard ·
2002: Ron Rivest, Adi Shamir, Leonard M. Adleman ·
2003: Alan Kay ·
2004: Vinton G. Cerf, Robert E. Kahn ·
2005: Peter Naur ·
2006: Frances E. Allen ·
2007: Edmund M. Clarke, E. Allen Emerson, Joseph Sifakis ·
2008: Barbara Liskov ·
2009: Charles Thacker ·
2010: Leslie Valiant ·
2011: Judea Pearl ·
2012: Shafi Goldwasser, Silvio Micali ·
2013: Leslie Lamport ·
2014: Michael Stonebraker ·
2015: Martin Hellman, Whitfield Diffie ·
2016: Tim Berners-Lee ·
2017: John L. Hennessy, David Patterson ·
2018: Yoshua Bengio, Geoffrey Hinton, Yann LeCun ·
2019: Patrick M. Hanrahan, Edwin E. Catmull ·
2020: Alfred Aho, Jeffrey Ullman ·
2021: Jack Dongarra ·
2022: Robert Metcalfe ·
2023: Avi Wigderson